# Nicklas Lilleskov Falk Rasmussen
Nicklas Lilleskov Falk Rasmussen (født 13. juli 1997 i Gørlev) er en cykelrytter fra Danmark, der kører for Salto Cycling Club.
Efter en lovende juniorkarriere, blev Nicklas Lilleskov Falk Rasmussen ramt af et længerevarende sygdomsforløb. Dette betød at han ikke kørte cykelløb i en del år, indtil han i 2019 igen begyndte på sporten hos Slagelse Cykle Ring. Her kørte han sig fra D-rækken til A-rækken, og blev i 2021 tilknyttet O.B. Wiik-Dan Stillads. Da holdet efter 2022-sæsonen lukkede, skiftede han fra 2023 til det danske UCI kontinentalhold BHS-PL Beton Bornholm.